# 米尔科·尼绍维奇
米尔科·尼绍维奇（1961年7月2日—），塞尔维亚男子皮划艇运动员。他曾代表南斯拉夫参加1980年、1984年和1988年夏季奥林匹克运动会皮划艇比赛，获得一枚金牌和一枚银牌。